# Johann Albrecht

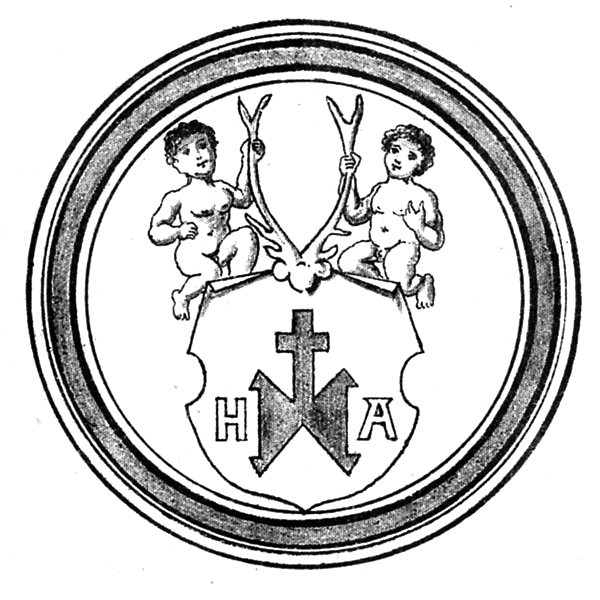
Wappen des Hans Albrecht mit den Initialen H.A.

Johann Albrecht (* vor 1534; † 11. Juli 1603 in Heilbronn) war von 1589 bis 1603 Bürgermeister von Heilbronn.
Johann war der Sohn des Gutmann Albrecht († 1548 oder 1549), der vermutlich einer aus Altböckingen stammenden Weingärtnerfamilie entstammte und sich 1525 im Bauernkrieg auf die Seite der Bauern gestellt hatte. Johann leistete 1549 den Bürgereid, war ab 1563 Mitglied des großen Rats von Heilbronn, 1564 Mitglied des Gerichts. Ab 1566 war er Mitglied des mächtigen Kleinen Patrizierrats, ab 1586 war er Steuerherr, ab Neujahr 1589 Bürgermeister von Heilbronn. In seiner Amtszeit wurden bedeutende städtische Bauprojekte vollbracht: der Silchenbrunnen wurde im Cäcilienbrunnenhaus neu gefasst und von dort eine Wasserleitung zur Versorgung von städtischen Brunnen errichtet, das Heilbronner Rathaus wurde erweitert und das Fleischhaus erbaut.
Zu seinen Nachfahren zählen die Heilbronner Stadträte und Weingärtner Heinrich Georg Albrecht (* 1829), Wilhelm Albrecht und Adam Heinrich Albrecht (1860–1938).